# Saison 1988-1989 de la LIH
Saison précédente Saison suivante
La Saison 1988-1989 est la quarante-quatrième saison de la ligue internationale de hockey.
Les Lumberjacks de Muskegon remportent la Coupe Turner en battant les Golden Eagles de Salt Lake en série éliminatoire.

## Saison régulière
Une équipe s'ajoute à la ligue avant le début de la saison régulière, soit les Ice d'Indianapolis. De leur côté, les Rangers du Colorado prennent le nom des Rangers de Denver.
Ajout de deux trophées, soit le trophée N.-R.-« Bud »-Poile qui sera remis au meilleur joueur des séries éliminatoires et le Ironman Award qui lui, sera remis au joueur ayant pris part à toutes les parties de son équipe et s'étant démarqué par son jeu offensif et défensif.

### Classement de la saison régulière
Pour les significations des abréviations, voir Statistiques du hockey sur glace.
| Équipe                  | PJ | V  | D  | N | DP | PTS | Bp  | Bc  |
| ----------------------- | -- | -- | -- | - | -- | --- | --- | --- |
| Lumberjacks de Muskegon | 82 | 57 | 18 | 0 | 7  | 121 | 433 | 308 |
| Hawks de Saginaw        | 82 | 46 | 26 | 0 | 10 | 102 | 378 | 294 |
| Komets de Fort Wayne    | 82 | 46 | 30 | 0 | 6  | 98  | 293 | 274 |
| Wings de Kalamazoo      | 82 | 39 | 36 | 0 | 7  | 85  | 345 | 350 |
| Spirits de Flint        | 82 | 22 | 54 | 0 | 6  | 50  | 287 | 428 |

| Équipe                     | PJ | V  | D  | N | DP | PTS | Bp  | Bc  |
| -------------------------- | -- | -- | -- | - | -- | --- | --- | --- |
| Golden Eagles de Salt Lake | 82 | 56 | 22 | 0 | 4  | 116 | 369 | 294 |
| Admirals de Milwaukee      | 82 | 54 | 23 | 0 | 5  | 113 | 399 | 323 |
| Rangers de Denver          | 82 | 33 | 42 | 0 | 7  | 73  | 323 | 394 |
| Rivermen de Peoria         | 82 | 31 | 42 | 0 | 9  | 71  | 339 | 383 |
| Ice d'Indianapolis         | 82 | 26 | 54 | 0 | 2  | 54  | 312 | 430 |

### Meilleurs pointeurs
Nota : PJ = Parties Jouées, B  = Buts, A = Aides, Pts = Points
| Joueur         | Équipe       | PJ | B  | A  | Pts |
| -------------- | ------------ | -- | -- | -- | --- |
| Dave Michayluk | Muskegon     | 80 | 50 | 72 | 122 |
| Michel Mongeau | Flint        | 82 | 41 | 76 | 117 |
| Jeff Rohlicek  | Milwaukee    | 78 | 47 | 63 | 110 |
| Mike Rucinski  | Saginaw      | 81 | 35 | 72 | 107 |
| Simon Wheeldon | Denver       | 74 | 50 | 56 | 106 |
| Rich Chernomaz | Salt Lake    | 81 | 33 | 68 | 101 |
| Ron Handy      | Indianapolis | 81 | 43 | 57 | 100 |
| Mark Recchi    | Muskegon     | 63 | 50 | 49 | 99  |
| Paul Ranheim   | Salt Lake    | 75 | 68 | 29 | 97  |
| Jim Vesey      | Peoria       | 76 | 47 | 46 | 93  |

## Séries éliminatoires
|  | Quarts de finale           | Quarts de finale           |                            |   | Demi-finales | Demi-finales |  |  | Finale | Finale |
|  | Quarts de finale           | Quarts de finale           |                            |   | Demi-finales | Demi-finales |  |  | Finale | Finale |
|  |                            |                            |                            |   |              |              |  |  |        |        |
|  |                            |                            |                            |   |              |              |  |  |        |        |
|  |                            |                            |                            |   |              |              |  |  |        |        |
|  | Lumberjacks de Muskegon    | 4                          |                            |   |              |              |  |  |        |        |
|  | Lumberjacks de Muskegon    | 4                          |                            |   |              |              |  |  |        |        |
|  | Rivermen de Peoria         | 0                          |                            |   |              |              |  |  |        |        |
|  | Rivermen de Peoria         | 0                          | Lumberjacks de Muskegon    | 4 |              |              |  |  |        |        |
|  |                            |                            | Lumberjacks de Muskegon    | 4 |              |              |  |  |        |        |
|  |                            | Komets de Fort Wayne       | 1                          |   |              |              |  |  |        |        |
|  | Hawks de Saginaw           | Komets de Fort Wayne       | 1                          | 2 |              |              |  |  |        |        |
|  | Hawks de Saginaw           |                            |                            | 2 |              |              |  |  |        |        |
|  | Komets de Fort Wayne       | 4                          |                            |   |              |              |  |  |        |        |
|  | Komets de Fort Wayne       | 4                          | Lumberjacks de Muskegon    | 4 |              |              |  |  |        |        |
|  |                            |                            | Lumberjacks de Muskegon    | 4 |              |              |  |  |        |        |
|  |                            | Golden Eagles de Salt Lake | 1                          |   |              |              |  |  |        |        |
|  | Rangers de Denver          | Golden Eagles de Salt Lake | 1                          | 0 |              |              |  |  |        |        |
|  | Rangers de Denver          |                            |                            | 0 |              |              |  |  |        |        |
|  | Golden Eagles de Salt Lake | 4                          |                            |   |              |              |  |  |        |        |
|  | Golden Eagles de Salt Lake | 4                          | Golden Eagles de Salt Lake | 4 |              |              |  |  |        |        |
|  |                            |                            | Golden Eagles de Salt Lake | 4 |              |              |  |  |        |        |
|  |                            | Admirals de Milwaukee      | 1                          |   |              |              |  |  |        |        |
|  | Admirals de Milwaukee      | Admirals de Milwaukee      | 1                          | 4 |              |              |  |  |        |        |
|  | Admirals de Milwaukee      |                            |                            | 4 |              |              |  |  |        |        |
|  | Wings de Kalamazoo         | 2                          |                            |   |              |              |  |  |        |        |
|  | Wings de Kalamazoo         | 2                          |                            |   |              |              |  |  |        |        |

### Quart de finale
| Date     | Visiteur | Pointage | Receveur |
| -------- | -------- | -------- | -------- |
| 12 avril | Peoria   | 2-10     | Muskegon |
| 14 avril | Muskegon | 4-2      | Peoria   |
| 15 avril | Muskegon | 5-4 (P)  | Peoria   |
| 19 avril | Peoria   | 2-7      | Muskegon |

Les Lumberjacks de Muskegon remportent la série 4 à 0.
| Date     | Visiteur   | Pointage | Receveur   |
| -------- | ---------- | -------- | ---------- |
| 14 avril | Fort Wayne | 2-5      | Saginaw    |
| 16 avril | Saginaw    | 1-3      | Fort Wayne |
| 17 avril | Fort Wayne | 3-2      | Saginaw    |
| 18 avril | Saginaw    | 0-3      | Fort Wayne |
| 21 avril | Fort Wayne | 2-3      | Saginaw    |
| 22 avril | Saginaw    | 1-4      | Fort Wayne |

Les Komets de Fort Wayne remportent la série 4 à 2.
| Date     | Visiteur  | Pointage | Receveur  |
| -------- | --------- | -------- | --------- |
| 11 avril | Denver    | 1-5      | Salt Lake |
| 13 avril | Denver    | 5-6 (P)  | Salt Lake |
| 14 avril | Salt Lake | 5-2      | Denver    |
| 15 avril | Salt Lake | 6-3      | Denver    |

Les Golden Eagles de Salt Lake remportent la série 4 à 0.
| Date     | Visiteur  | Pointage | Receveur  |
| -------- | --------- | -------- | --------- |
| 12 avril | Kalamazoo | 3-4 (P)  | Milwaukee |
| 14 avril | Milwaukee | 3-2 (P)  | Kalamazoo |
| 15 avril | Kalamazoo | 6-3      | Milwaukee |
| 19 avril | Milwaukee | 4-2      | Kalamazoo |
| 21 avril | Kalamazoo | 4-3      | Milwaukee |
| 22 avril | Milwaukee | 5-3      | Kalamazoo |

Les Golden Eagles de Salt Lake remportent la série 4 à 3.

### Demi-finales
| Date     | Visiteur   | Pointage | Receveur   |
| -------- | ---------- | -------- | ---------- |
| 25 avril | Fort Wayne | 2-3 (P)  | Muskegon   |
| 29 avril | Muskegon   | 4-2      | Fort Wayne |
| 30 avril | Fort Wayne | 4-7      | Muskegon   |
| 3 mai    | Muskegon   | 6-8      | Fort Wayne |
| 6 mai    | Fort Wayne | 2-5      | Muskegon   |

Les Lumberjacks de Muskegon remportent la série 4 à 1.
| Date     | Visiteur  | Pointage | Receveur  |
| -------- | --------- | -------- | --------- |
| 26 avril | Milwaukee | 3-2      | Salt Lake |
| 28 avril | Milwaukee | 2-3      | Salt Lake |
| 29 avril | Salt Lake | 5-3      | Milwaukee |
| 3 mai    | Salt Lake | 4-2      | Milwaukee |
| 5 mai    | Salt Lake | 5-4 (P)  | Milwaukee |

Les Golden Eagles de Salt Lake remportent la série 4 à 1.

### Finale
| Date   | Visiteur  | Pointage | Receveur  |
| ------ | --------- | -------- | --------- |
| 9 mai  | Salt Lake | 3-4      | Muskegon  |
| 12 mai | Salt Lake | 1-5      | Muskegon  |
| 13 mai | Muskegon  | 2-5      | Salt Lake |
| 17 mai | Muskegon  | 5-2      | Salt Lake |
| 19 mai | Muskegon  | 6-5      | Salt Lake |

Les Lumberjacks de Muskegon remportent la série 4 à 1.

## Trophée remis
- Par équipe:
  - Coupe Turner (champion des séries éliminatoires) : Lumberjacks de Muskegon.
  - Trophée Fred-A.-Huber (champion de la saison régulière) : Lumberjacks de Muskegon.
- Individuel:
  - Trophée du Commissaire (meilleur entraîneur) : Blair MacDonald et Phil Russell, Lumberjacks de Muskegon.
  - Trophée Leo-P.-Lamoureux (meilleur pointeur) : Dave Michayluk, Lumberjacks de Muskegon.
  - Trophée James-Gatschene (MVP) : Dave Michayluk, Lumberjacks de Muskegon.
  - Trophée N.-R.-« Bud »-Poile (meilleur joueur des séries) : Dave Michayluk, Lumberjacks de Muskegon.
  - Trophée Garry-F.-Longman (meilleur joueur recrue) : Paul Ranheim, Golden Eagles de Salt Lake.
  - Trophée Ken-McKenzie (meilleur recrue américaine) : Paul Ranheim, Golden Eagles de Salt Lake.
  - Trophée des gouverneurs (meilleur défenseur) : Randy Boyd, Admirals de Milwaukee.
  - Trophée James-Norris (gardien avec la plus faible moyenne de buts alloués) : Rick Knickle, Komets de Fort Wayne.
  - Ironman Award (durabilité/longévité) : Michel Mongeau, Spirits de Flint.